# Bülow (motorfiets)
Bülow is een Duits historisch merk van motorfietsen
De bedrijfsnaam was: Ernst Bülow Kraftfahrzeugwerk, Magdeburg-Neustadt
Bülow begon in 1923 met de productie van motorfietsen, maar juist in dat jaar ontstonden in Duitsland honderden kleine motorfietsmerken die zich bijna allemaal op de markt van goedkope, lichte motorfietsen stortten. De onderlinge concurrentie was groot, en geen van allen konden ze een dealernetwerk opbouwen, waardoor alleen lokale en regionale klanten bereikt konden worden. De meeste van deze merken beperkten zich tot het maken van rijwielgedeelten en kochten dan inbouwmotoren van andere merken in. Dat deed Ernst Bülow niet: hij ontwikkelde zelf tweetaktmotoren van 2, 2½ en 3 pk. Toch moest ook Bülow al snel de productie beëindigen, tegelijk met ruim 150 van deze kleine merken, in 1925.